# 제라르 무루
제라르 무루(프랑스어: Gérard Albert Mourou, 1944년 6월 22일 ~ )는 프랑스의 물리학자이다. 2018년에 레이저 물리학 분야에서 획기적인 연구와 업적을 남긴 공로로 아서 애슈킨, 도나 스트리클런드와 함께 노벨 물리학상을 수상했다. 스트리클런드의 멘토이며, 1985년 오늘날 라식 수술 등에 사용되는 정밀한 레이저를 개발했다.

## 학력
- ~1967년: 그라노블 대학교 물리학과 (석사)
- 1970년~1973년: 파리 제6대학교 물리학과 (박사)